# Legio I Flavia Martis
Legio I Flavia Martis (I Флавіїв Марса легіон) — римський легіон пізньої імперії. З 324 року розділився на Legio I Martiorum та Legio I Flavia Gallicana Constantia

## Історія
Було створено у 293 році за наказом імператора Констанція I Хлора, який готувався до відвоювання Британії. В завдання легіону призначалося захист тилів, шляхів під час висадки римлян у Британії. Його було підпорядковано дуксу шляхів Арморики та Нервії. Відповідав за захист узбережжя від нападу франкських піратів, союзників узурпатора Аллекта. Як лімітанів розташовувався в фортеці Алетум (сучасне м. Алет, Бретань).
У 298 році частина легіону як псевдокомітати спрямована до Рейну під час війни з алеманами. В подальшому ці загони розташовувалися в Альта Ріпа (сучасне м. Альтріп). Підпорядковувалися дуксу Могонціаку.
Після реформи Костянтина I 320-х років частини легіону у Армориці перетворено на Legio I Flavia Gallicana Constantia, оскільки після оголошення християнства державною релігією відбувалася християнизація римської армії. Частини легіону на Рейні також зазнали реформування, отримавши назву Legio I Martiorum. З огляду на його назву вважається своєрідним спадкоємцем Legio I Flavia Martis
Остання згадка відноситься до 371 року в Переліку почесних посад (Notitia Dignitatum), де Legio I Martiorum як легіон комітатів (важкої піхоти) розташовувався в Іллірику.